# パララックス・ビュー
「パララックス・ビュー」は、上坂すみれの楽曲。上坂の3枚目のシングルとして2014年3月5日にスターチャイルドから発売された。

## 概要
TVアニメ『鬼灯の冷徹』エンディング曲。作詞・大槻ケンヂ、作・編曲NARASAKIという特撮、絶望少女達のコンビによる楽曲。NARASAKI曰く、「突っ走るDビートにシューゲイザー的なノイズギターと和メロという新しいスタイルの音楽」。アラン・J・パクラの監督による同タイトルのサスペンス映画があり、2013年にその映画を観た大槻は「視差＝パララックス・ビュー」というものに強い影響を受けたと語っている（スラヴォイ・ジジェクによる同タイトルの思想書も存在する）。TVアニメのエンディング映像ではサビの部分で「シーサー」と「シーザー」が映されるが、実際に歌われている歌詞は「視差」「実際」である。また、「トロッコに乗った恋人たちが地獄に辿り着く」という歌詞は筋肉少女帯の「小さな恋のメロディ」へのアンサーとも読める。
シングルの2曲目「すみれコード」は松永天馬とアーバンギャルドによる楽曲。このタイトルは元来宝塚用語で、「清く正しく美しく」という理念にそぐわない用語や演出に対する禁止事項のことを指す。上坂はかねてより大槻ケンヂとアーバンギャルドの熱狂的なリスナーであり、念願のコラボレーションが実現する形となった。
シングルの3曲目「無窮なり趣味者集団」は上坂自身が初めて作詞を担当。決起集会（ライブ）で同志諸君（オーディエンス）が合唱できるように作られた「同盟歌」。GEEKSのエンドウ.は作・編曲を務めるにあたってロマ音階やソ連軍歌を研究したとのこと。
大月壮が監督を務めた「パララックス・ビュー」のミュージックビデオは、往年の16bitゲームへのオマージュが大量に詰め込まれた映像となっている。上坂とともにGEEKSのメンバーも出演している。

## 収録曲

### 初回生産限定盤
- 規格品番：KICM-91507

CD
1. パララックス・ビュー
作詞：大槻ケンヂ、作曲：NARASAKI、編曲：Sadesper Record
2. すみれコード
作詞・作曲：松永天馬、編曲：アーバンギャルド
3. パララックス・ビュー（off vocal ver.）

DVD
1. パララックス・ビュー (Music clip)

### アニメ盤
- 規格品番：KICM-91506

CD
1. パララックス・ビュー
2. すみれコード
3. パララックス・ビュー (off vocal ver.)
4. パララックス・ビュー (TV size mix)

### 通常盤
- 規格品番：KICM-1508

CD
1. パララックス・ビュー
2. すみれコード
3. 無窮なり趣味者集団
作詞：上坂すみれ、作曲・編曲：エンドウ.(GEEKS)
4. パララックス・ビュー off vocal ver.